# 阿瑟·柯伯尔
阿瑟·拜伦·柯伯尔（英語：Arthur Byron Coble，1878年11月3日—1966年12月8日）是一名美国主要研究代数几何的数学家，其课题内容涉及有限几何学及其群论、涉及方程的伽罗瓦理论的克雷蒙那变换、各超椭圆曲线Θ函数之间的联系、无理二元不变量、维窦尔曲面和库默尔曲面。他曾担任1933年-1934年间美国数学学会的主席，对美国数学发展有重要影响。

## 个人生活

### 逸闻
数学家保罗·哈尔莫斯听到过一则传闻，说柯伯尔曾经为学生们准备了无限个内容相似的博士生研究课题。他让第1个博士生研究空间维数为1的情形，然后让后来的第2个博士生研究空间维数为2的情形，再让第3个博士生研究3维的情形，以此类推。柯伯尔指望靠这种办法量产出博士论文。后来有一个叫杰拉德·赫夫（Gerald Huff）的聪明学生把5维和所有更高维度情形下的类似问题都一次性解决了，这使柯伯尔非常扫兴。